# Trudhjem
I nordisk mytologi er Trudhjem ('Þrúðheimr, norrønt for "Verden af styrke") er guden Thors hjem i Ældre Edda-digtet Grímnismál (4). Men i Snorri Sturlusons Edda (Gylfaginning, 21, 47; Skáldskaparmál, 17) og Ynglinga saga (5), er navnet på Thors hjem Trudvang. Trudhjem er ikke desto mindre nævnt i Snorris Edda, men i prologen.